# Nishada aurantiaca
Nishada aurantiaca là một loài bướm đêm thuộc phân họ Arctiinae, họ Erebidae.